# Lo Rat Penat. Calendari Llemosí
Lo Rat Penat. Calendari Llemosí fou la primera revista en català escrita amb pretensions cultes al País Valencià. Es publicà amb una periodicitat anual de 1874 al 1883. Reflecteix fidelment l'època de consolidació del moviment conegut com la Renaixença. Fou concebuda i dirigida inicialment per l'escriptor Constantí Llombart i després pel seu col·laborador Josep Maria Puig i Torralva. 
Lo Rat Penat. Calendari Llemosí estava estructurat en diverses seccions, que es mantingueren de manera continuada al llarg dels deu anys de la seua existència. Les principals eren: el calendari (eclesiàstic i lunar), una introducció del director –en la qual ressenyava les novetats editorials més destacables esdevingudes durant l'any– i la part més rellevant, integrada per un conjunt heterogeni de col·laboracions de caràcter literari o de temàtica històrica.
El mateix Constantí Llombart en la introducció del primer volum –editat el 1874–, manifestava de manera explícita que si bé inicialment tenia la intenció d'editar un setmanari cultural i literari, a causa de diversos obstacles hagué de conformar-se en traure una revista de periodicitat anual, amb el propòsit principal “d'anar responent d'alguna manera als lloables esfórços d'els catalans en favor del renaixement de les nostres lletres, per ells iniciat y col·locat á l'altura notable qu'es troba.”
La iniciativa durà una dècada fins que, a costa de vèncer les dificultats a què insistentment Llombart farà referència en gairebé tots els pròlegs del Calendari Llemosí –i entre les quals deu trobar-se el dur control a què estava sotmesa la premsa valenciana en els primers moments de la Restauració- pogué fer realitat el seu projecte inicial: el de traure al carrer un periòdic: Lo Rat Penat. Periòdic Lliterari Quincenal.
Els orígens d'aquesta revista estan estretament vinculats al moviment renaixencista del Principat. Constantí Llombart –i també, però en menor mesura, Josep M. Puig Torralva, que el substituí en la direcció en els volums per a 1881 i 1882, i codirigí amb ell el de 1883- demostrà una gran preocupació per deixar constància al Calendari Llemosí una mostra representativa de la producció escrita culta –literària, fonamentalment, però no només- que es publicà sobretot a Catalunya, on la Renaixença arrelà amb més empenta, i en menor mesura a les Illes Balears.

## Les col·laboracions
De les set-centes cinquanta quatre col·laboracions que foren publicades en els deu volums de Lo Rat Penat. Calendari Llemosí, tres-centes huitanta-huit –és a dir, més de la meitat d'aquelles-, corresponen al gènere poètic i en general responen al que podríem denominar els models convencionals de la poesia culta renaixencista. La resta de col·laboracions és molt més heterogènia: predomina la temàtica històrica i cultural -cent setenta comentaris d'aquest caire- i li segueixen els assajos (setenta-un), els textos narratius (quaranta-un), les transcripcions de documents antics (vint-i-tres) i, finalment, els textos teatrals (quatre).
Entre els poetes més destacats –participants assidus als certàmens poètics de l'època– podem esmentar Teodor Llorente, Víctor Iranzo, Luís Cebrian Mezquita,  Joan Baptista Pastor i Aicart, Víctor Balaguer, Francesc Ubach i Vinyeta, Àngel Guimerà, Ramon Picó i Campanar, Joaquim Riera i Bertran, Francesc Matheu i Artur Masriera i Colomer. I d'entre tots ells cal destacar un autor que en la dècada dels setanta del segle xix ja s'havia convertit en tot un símbol de les lletres catalanes: Jacint Verdaguer. Molts poemes, com l'Oda a Barcelona d'aquest autor, foren guardonats als Jocs Florals i foren editats al Calendari Llemosí, tot manifestant la consolidació progressiva d'aquesta praxis literària.
A més de les col·laboracions literàries, Llombart i Puig i Torralva també difongueren als diversos volums de Lo Rat Penat. Calendari Llemosí un gran nombre d'estudis i textos literaris de caràcter historicista i nombroses transcripcions de documentació antiga. Hi destaquen les col·laboracions del renovador de la historiografia valenciana Roc Chabàs.

## Els col·laboradors i col·laboradores deLo Rat Penat. Calendari Llemosí
Cent setanta-tres autors i autores col·laboraren publicant o traduint textos al Calendari Llemosí. Cent seixanta-quatre són homes i nou dones. Els autors valencians configuren uns dos terços del total –cent dènou- i la resta són majoritàriament autors catalans –quarant-cinc- i nou són mallorquins. Respecte als autors i autores catalans, llevat de casos puntuals, com els de Marià Aguiló, Miquel Victorià Amer, Víctor Balaguer, Manuel Milà, Jeroni Rosselló i Frederic Soler, la resta nasqueren al voltant de la dècada dels cinquanta del segle xix i durant la dècada dels setanta i dels huitanta col·laboraren, sobretot, en les revistes culturals i la premsa periòdica barcelonina interessada en la promoció del moviment renaixencista.

### Les col·laboradores
Vuit dones col·laboraren al Calendari Llemosí:
Manuela Agnés Rausell col·laborà en la premsa periòdica valenciana de l'època publicant articles, llegendes i màximes filosòfiques. Mantingué una relació sentimental amb Llombart que no es pogué consolidar per l'oposició del pare d'ella. Llombart en el seu assaig biobibliogràfic Los fills de la morta vivali dedicà uns apunts biogràfics, on afirmà sobre aquesta autora: "Pensadora, de caràcter honrat a l'emsemps que complacient, es estimada de quants la tracten, admirántse en ella una verdadera natural filosofia, y en totes ocasions un sá criteri y una intenció recta.
Magdalena Garcia Bravo tingué una vida curta, nasqué a València el 1862 i hi morí el 1891. Col·laborà assíduament en la premsa de l'època i concorregué a diversos certàmens poètics, amb relatiu èxit, aconseguint accèssits. Pòstumament, la familia de Magdalena Garcia Bravo publicà un recull de la seua obra poética.
Lluïsa Duran de Leon. Nascuda a Barcelona el 1845, la seua familia s'establí a València després d'uns anys a Marsella. Col·laborà en diversos periòdics i revistes i en els primers Jocs Florals de València (1878) li premiaren una composició. La producció d'aquesta poetessa no transcendí al públic i llurs composicions quedaren “relegades al cercle de l'amistat y de la familia”. Escriptors com Just Fuster, Pasqual Pérez i Vicent Boix pararen esment de les seues aptituds creatives.
Encarnació Palau i de Vall-Llosera –de la qual no tenim constancia de cap dada biográfica- sabem que dedicà un poema a l'escriptora catalana, que també col·laborà al Calendari Llemosí: Josepa Massanés.
La tarragonina Maria Josepa Massanés –una de les primeres figures del feminisme del segle xix al Principat i una de les primeres també a traure a la llum un llibre- publicà tres col·laboracions al Calendari Llemosí.
L'escriptora nascuda a Mallorca, Victòria Peña, estigué vinculada a l'Acadèmia de Bones Lletres de Barcelona. Participant assídua en els certàmens poètics des de la instauració dels jocs florals de Barcelona, publicà només una poesia al Calendari Llemosí.[11]
Dolors Monserdà, també fou una feminista barcelonesa que confegí una producció de temática religiosa i patriótica, convençuda que la literatura era un instrument vital per a influir en la societat del seu temps. Compromesa en les dones obreres va ser una de les poques escriptores que s'aventurà en el món de la narrativa. Fou també la primera dona que presidí uns jocs florals.
La col·laboradora catalana que més textos aportà al Calendari Llemosí fou fou Joaquima Santamaria i Ventura –que signava sota el pseudònim Agna de Valldaura. Una dona de fortes conviccions religioses i patriòtiques la qual col·laborà a pal·liar la discriminació de què eren objecte les dones en aquells anys de l'inici de la industrialització. Publicà en la premsa de l'època de dins i fora de la península.
Maria del Pilar Maspons i Labrós, amb el pseudònim Maria de Bell-lloch- hi publicà tres col·laboracions.
A l'escriptora nascuda a Sabadell, Agnés Armengol de Badia[16] -activa propagandista de la participació de la dona en el moviment reivindicatiu català-, interessada sobretot en les manifestacions poètiques populars, hi publicà una composió només –Suspirs- de temática amorosa.
La participació d'aquestes autores, en conjunt, tenen el valor afegit de ser testimoni de les reivindicacions d'unes veus femenines –implícites en uns casos, més explícites d'altres-  per ocupar un espai en l'àmbit de les lletres catalanes impensable fins llavors.